# 지장보살본원경 (보물 제933호)
지장보살본원경(地藏菩薩本願經)은 서울특별시 용산구 한남동, 삼성미술관 리움에 있는 조선시대의 불경이다. 1987년 12월 26일 대한민국의 보물 제933호로 지정되었다.

## 개요
지장보살본원경은 줄여서 ‘지장경’이라 부르기도 하고 지장신앙의 기본경전이다. 지장보살이 여러 가지 모습으로 중생을 교화하고자 노력하여, 죄를 짓고 지옥에서 고통받는 중생들까지도 평등하게 구제하고자 하는 큰 뜻을 담고 있다.
이 책은 당나라 법등(法燈)이 번역한 것을, 조선 왕실에서 태종의 비인 원경왕후와 세종의 비인 소헌왕후의 명복을 빌기 위해 목판에 새겨 닥종이에 찍어낸 것으로, 3권이 한 책으로 되어 있다. 형태는 병풍처럼 펼쳐서 볼 수 있도록 되어 있고 접었을 때 크기는 세로 28.2cm, 가로 18cm이며 한 장에 5행씩 들어가도록 되어 있다.
책 끝부분에 있는 기록을 보면, 세종의 막내 아들이 영응대군의 군호(君號)를 받은 세종 29년(1447)에서 세종이 승하한 1450년(세종 32년) 사이에 간행되었음을 알 수 있다.

## 참고 자료
- 지장보살본원경 - 국가유산청 국가유산포털